# 맨체스터 과학기술 대학교
1824년 설립된 맨체스터 과학기술 대학교(University of Manchester Institute of Science and Technology, UMIST)는 영국 잉글랜드 랭커셔주 맨체스터에 위치한 영국 최초의 과학기술대학교로 미국 메사츄세츠공과대학교 등 현대적인 과학기술연구소의 모델이 되었다.

## 병합
2004년 11월에 맨체스터 빅토리아 대학교(Victoria University of Manchester), 왕립의과대학교,그리고 맨체스터 비즈니스 스쿨과 통합하며 교명을 맨체스터 대학교로 변경하였다. 영국 이공학분야의 최고 맨체스터 과학기술대학과 왕립 헌장을 받은 맨체스터 빅토리아 대학의 통합으로 맨체스터 대학교는 영국에서 가장 큰 규모의 캠퍼스를 보유하게 되었으며, 연구 역량 분야도 캠브리지 대학교, 옥스퍼드 대학교에 이어 3위를 기록하는 등 영국 최상위권 연구중심대학의 명성을 보이고 있다.

## 역사
맨체스터 과학기술대학(UMIST)는 세계 최초의 산업 도시로 부상한 맨체스터에서 기초 과학원리를 교육하기 위해 설립되었다.